# Bronisław Kolbe
Bronisław Dominik Kolbe (ur. 14 lipca 1876 we Włocławku, zm. 18 lutego 1941 w Krakowie) – inżynier górniczy, radca Izby Przemysłowo-Handlowej w Katowicach w 1937 roku.

## Życiorys
Syn Henryka i Bronisławy Gabrieli z Kwiatkowskich, do gimnazjum uczęszczał w Kaliszu, potem dwa lata studiował chemię w Karlsruhe, a od 1899 podjął studia górnicze w Karlsruhe, które ukończył w 1903. W 1904 został głównym inżynierem kopalni "Jerzy" w Niwce k. Sosnowca, potem od 1907 do 1911 w KWK "Maria" (Grodziec I), a następnie objął stanowisko naczelnego inżyniera, później zaś dyrektora ds. technicznych w kopalni "Grodziec". Od 1919 do 1920 podjął pracę w Ministerstwie Przemysłu i Handlu (departament górnictwa). Później zajął się przez dwa lata górnictwem węgla brunatnego, kierując do 1922 Kopalniami Węgla Brunatnego w Sierakowie. W 1922 został dyrektorem Kopalni Węgla Kamiennego "Jerzy" (dziś nieczynnej) w Dąbrówce Małej. Od roku 1929 kierował należącymi do rodu Hohenlohe zakładami wydobywczo-przetwórczymi, w skład których wchodziła m.in. nieistniejąca już huta cynku i ołowiu w Wełnowcu. Od wybuchu II wojny światowej mieszkał w Krakowie.

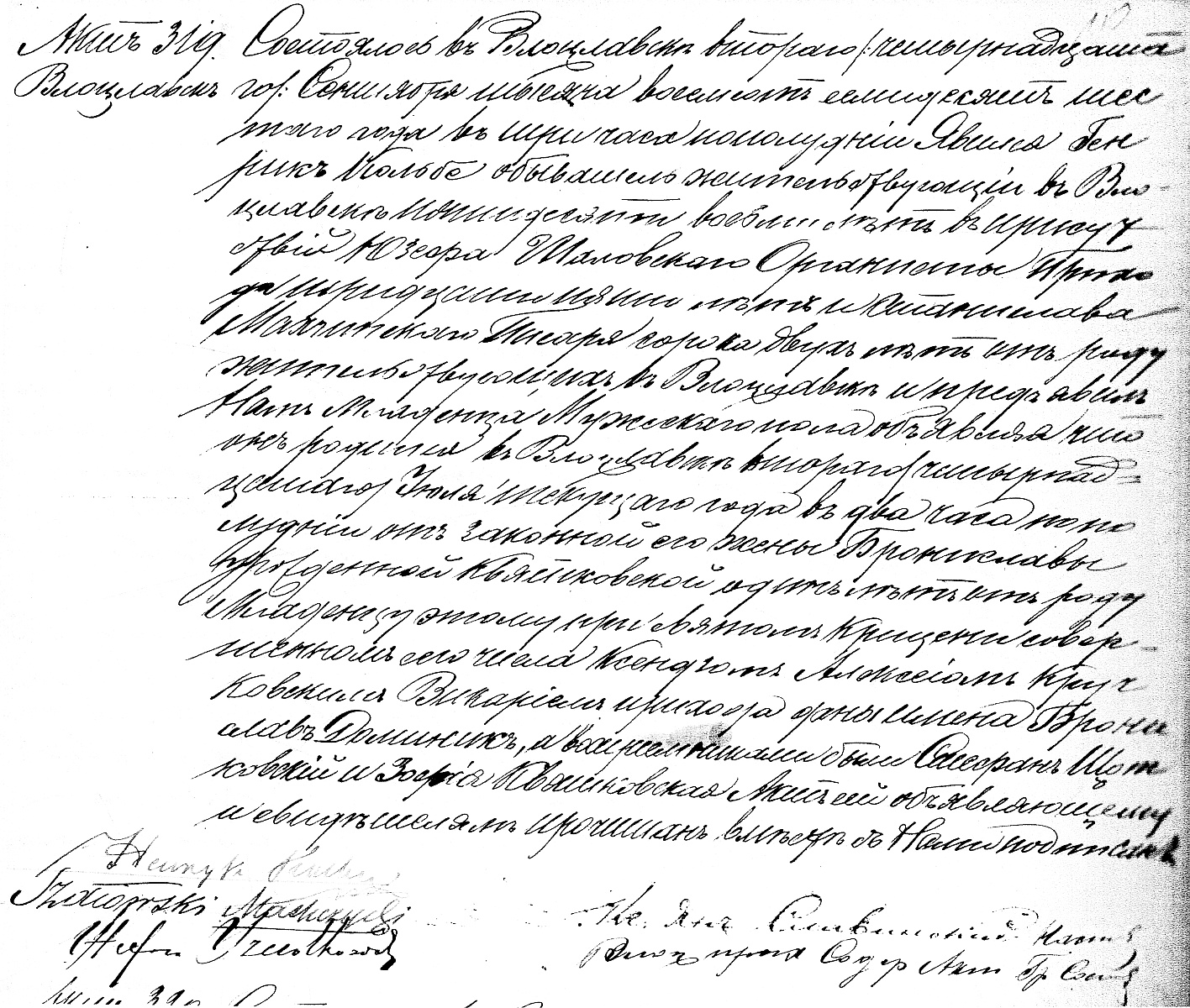
Odpis aktu chrztu Bronisława Kolbe

Przyrodnią starszą siostrą Bronisława Kolbe była Maria Filomena z Kolbów Szczotkowska, matka Zygmunta Szczotkowskiego (1877-1943), również inżyniera górniczego, wieloletniego dyrektora Kopalni "Janina" w Libiążu. Bronisław Kolbe był ojcem Jerzego Kolbe, profesora AGH.